# Tordenbreen
Der Tordenbreen (norwegisch für Donnergletscher) ist ein Gletscher im ostantarktischen Königin-Maud-Land. Er liegt südlich des Hammerryggen und gehört zum Thorshammerhallet.
Wissenschaftler des Norwegischen Polarinstituts benannten ihn 2016.